# Pseudogonia madagascariensis
Pseudogonia madagascariensis är en tvåvingeart som beskrevs av Villeneuve 1915. Pseudogonia madagascariensis ingår i släktet Pseudogonia och familjen parasitflugor.
Artens utbredningsområde är Madagaskar. Inga underarter finns listade i Catalogue of Life.